# Santa Eulália de Rio Covo
A Freguesia de Santa Eulália de Rio Covo (oficialmente: Rio Covo (Santa Eulália)) foi uma freguesia portuguesa do Município de Barcelos com sede na povoação de Rio Covo, freguesia que tinha 4,42 km² de área e 970 habitantes (2011), e, por isso, uma densidade populacional de 219,5 hab/km².
A Freguesia de Santa Eulália de Rio Covo foi extinta em 2013, no âmbito de uma reforma administrativa nacional, tendo sido agregada à Freguesia de Silveiros, para formar uma nova freguesia denominada União das Freguesias de Silveiros e Rio Covo (Santa Eulália) com sede em Silveiros.

## População
| População da freguesia de Rio Covo (Santa Eulália) (1864 – 2011) | População da freguesia de Rio Covo (Santa Eulália) (1864 – 2011) | População da freguesia de Rio Covo (Santa Eulália) (1864 – 2011) | População da freguesia de Rio Covo (Santa Eulália) (1864 – 2011) | População da freguesia de Rio Covo (Santa Eulália) (1864 – 2011) | População da freguesia de Rio Covo (Santa Eulália) (1864 – 2011) | População da freguesia de Rio Covo (Santa Eulália) (1864 – 2011) | População da freguesia de Rio Covo (Santa Eulália) (1864 – 2011) | População da freguesia de Rio Covo (Santa Eulália) (1864 – 2011) | População da freguesia de Rio Covo (Santa Eulália) (1864 – 2011) | População da freguesia de Rio Covo (Santa Eulália) (1864 – 2011) | População da freguesia de Rio Covo (Santa Eulália) (1864 – 2011) | População da freguesia de Rio Covo (Santa Eulália) (1864 – 2011) | População da freguesia de Rio Covo (Santa Eulália) (1864 – 2011) | População da freguesia de Rio Covo (Santa Eulália) (1864 – 2011) |
| ---------------------------------------------------------------- | ---------------------------------------------------------------- | ---------------------------------------------------------------- | ---------------------------------------------------------------- | ---------------------------------------------------------------- | ---------------------------------------------------------------- | ---------------------------------------------------------------- | ---------------------------------------------------------------- | ---------------------------------------------------------------- | ---------------------------------------------------------------- | ---------------------------------------------------------------- | ---------------------------------------------------------------- | ---------------------------------------------------------------- | ---------------------------------------------------------------- | ---------------------------------------------------------------- |
| 1864                                                             | 1878                                                             | 1890                                                             | 1900                                                             | 1911                                                             | 1920                                                             | 1930                                                             | 1940                                                             | 1950                                                             | 1960                                                             | 1970                                                             | 1981                                                             | 1991                                                             | 2001                                                             | 2011                                                             |
| 453                                                              | 482                                                              | 392                                                              | 434                                                              | 463                                                              | 441                                                              | 460                                                              | 519                                                              | 572                                                              | 598                                                              | 585                                                              | 789                                                              | 934                                                              | 1 033                                                            | 970                                                              |

## Património
- Igreja de Santa Eulália (Barcelos)|Igreja de Santa Eulália ou Igreja Paroquial  de Rio Covo (Santa Eulália)
- Casa de Paços (século XVI a XX), berço dos Silvas de Rio Covo.
- Casa da Boavista, erguida no séc. XVI por Antão Gonçalves Pereira, Governador da conquista da Guiné

## Figuras notáveis da Terra
- Gonçalo Nunes de Faria (filho do alcaide de Faria) foi abade de Santa Eulália
- Antão Gonçalves Pereira, Governador dos descobrimentos da Guiné e Abade desta localidade no século XV
- Fr. João de Santa Eulália, Franciscano, duas vezes provincial desta ordem e importante homem de letras no Séc XVII.
- Dr. Fr. D. João Baptista da Sylva, duas vezes abade geral da ordem dos Beneditinos em Tibães, nascido na Casa de Paços em 1679.
- Dr. Teotónio José da Fonseca, historiador local autor da monografia O Conselho de Barcelos Aquém e Além-Cávado (1948),da Associação dos Arqueólogos Portugueses, nascido na Casa De Paços em 1875 e falecido em 1937.